# موجات فوق صوتية ثلاثية الأبعاد
بالموجات فوق الصوتية 3D

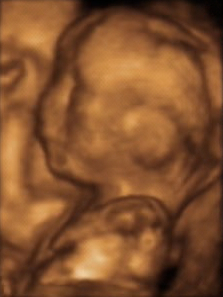
الموجات فوق الصوتية خلال فترة الحمل

3D بالموجات فوق الصوتية لفحص طبي تقنية الموجات فوق الصوتية، وغالبا ما تستخدم خلال فترة الحمل، وتوفير ثلاث صور ثلاثية الأبعاد للجنين. في كثير من الأحيان يتم التقاط هذه الصور بسرعة والرسوم المتحركة لإنتاج «4D الموجات فوق الصوتية».
هناك عدة طرق مختلفة في المسح بالموجات فوق الصوتية والطبية في مجال التوليد. المعيار المشترك التوليد وضع التشخيص هو 2D المسح. [1] في 3D المسح الجنين، ولكن، بدلا من موجات الصوت يتم إرسالها مباشرة إلى أسفل وتعكس عودة، ويتم إرسالها في زوايا مختلفة. أصداء العودة تتم معالجتها بواسطة برنامج كمبيوتر متطور مما أدى إلى إعادة بناء صورة ثلاثة الابعاد حجم الجنين سطح أو الأعضاء الداخلية، بالطريقة نفسها التي يتمتع بها جهاز الأشعة المقطعية يبني صورة الأشعة المقطعية متعددة من الأشعة السينية. 3D الموجات فوق الصوتية السماح لأحد أن يرى ارتفاع العرض والعمق في كثير من الصور بنفس الطريقة التي 3D أفلام الحركة ولكن لم يرد. 4D الموجات فوق الصوتية بالإضافة إلى ذلك تنطوي على التنقل من خلال ربط معا أطر 3D الموجات فوق الصوتية في تتابع سريع.
3D بالموجات فوق الصوتية لأول مرة وضعتها أولف فون Ramm وستيفن سميث في جامعة ديوك في عام 1987. [3]
السريرية استخدام هذه التكنولوجيا هو مساحة من النشاط المكثف بحث خصوصا في الوضع الشاذ المسح الجنين [5] [7] [9] ولكن هناك أيضا استخدامات الشعبية التي ثبت أنها تؤدي إلى تحسين الروابط الجنين - الأمهات. [11] 4D بفحص الطفل هي مماثلة ل3D بالاشعة إلا أنها تظهر حركة الجنين كما يظهر في الفيديو كليب.
إذا كان النظام يستخدم فقط في تطبيق التوليد والطاقة والموجات فوق الصوتية محدودة من قبل الشركة المصنعة تحت إدارة الاغذية والعقاقير الولادة بالموجات فوق الصوتية للحدود، سواء المسح 2 أو 3 أو 4 بعدي. (والموجات فوق الصوتية للحد من إدارة الاغذية والعقاقير الولادة هو 94 ميغا واط / سم 2). في حين لم تكن هناك أدلة دامغة على الآثار الضارة الناجمة عن الموجات فوق الصوتية 3D/4D على الجنين النامي، لا يزال هناك جدل حول استخدامه في الحالات غير الطبية، وبصفة عامة، وAIUM توصي 3D الموجات فوق الصوتية ينبغي الاضطلاع بها على أن يكون مفهوما أن المخاطر قد تكون موجودة.
الاختيارية 3D الموجات فوق الصوتية
على الرغم من أن الموجات فوق الصوتية 3D التكنولوجيا يمكن استخدامها في أي جزء من الجسم، والموجات فوق الصوتية بالانتخاب 3D تقليديا يشير إلى 3D الموجات فوق الصوتية التي أجريت على النساء الحوامل لغرض وحيد للمرأة أن ترى طفلها الذي لم يولد بعد، على ما يبدو وكأنه طفل، أو لمعرفة ما إذا كان طفل سيكون صبي أو فتاة. في الأدبيات الطبية، وهذه الموجات فوق الصوتية 3D الانتخابية كما يشار إلى تذكار الموجات فوق الصوتية، رغم أن هذا المصطلح نادرا ما تستخدم في وضع السكان فقط، وتستخدم في بعض الأحيان في وسائل الإعلام.
فوائد الأشعة فوق الصوتية 3D بالانتخاب
على الرغم من أن ليس هناك فائدة مباشرة الطبية لتلقي بالانتخاب 3D بالموجات فوق الصوتية، قد يكون هناك العديد من الفوائد غير المباشرة، على النحو المبين أدناه. ومن المهم أن نلاحظ أنه لم تكن هناك أدلة قاطعة في الأدبيات الطبية لدعم هذه الفوائد، في واقع الأمر، فإن الأدبيات الطبية تظهر الدراسات متضاربة بشأن هذه الفوائد. ومع ذلك، على المستوى الفردي وامرأة حامل قد تجد أي من الفوائد التالية لنفسها شخصيا.
قد يقلل من تناول الكحول
قد يشجع على الإقلاع عن التدخين
قد يساعد على التقليل غيرها من السلوكيات الضارة بالصحة
قد يساعد على التقليل أثنائها وبعد الولادة والاكتئاب
أقدر على تصور الطفل
قد تحسين الروابط بين الأم والطفل
قد تحسين الروابط مع الأب، وتشجيع مشاركة أكبر من والده
القدرة على تحديد نوع الجنس، والتي تساعد في التخطيط للطفل ويساعد على زيادة الترابط من خلال تصور أفضل للطفل
قادرا على مشاركة الصور مع العائلة والأصدقاء
السجل التاريخي، لألبوم الصور رضيع
يجعل الأمومة «أكثر واقعية»
مثير للجدل، المسيحية المنظمات غير الربحية قد استخدمت 3D الموجات فوق الصوتية للنساء الحوامل الصغيرات من أجل التأثير على القرارات المتعلقة بالإجهاض. التبرعات الخيرية أو الأموال العامة للمساعدة في دفع 3D جهاز الموجات فوق الصوتية.
3D مخاطر الأشعة فوق الصوتية
عموما، من مخاطر الأشعة فوق الصوتية 3D مرآة 2D من تلك الموجات فوق الصوتية، كما أنه يستخدم الموجات فوق الصوتية في نفس بنفس الكثافة. خلافا للمقارنة بين الأشعة المقطعية للأشعة السينية، 3D الموجات فوق الصوتية لا توظف لقطات متعددة من 2D يستخدم الموجات فوق الصوتية ولكن صور الموجات فوق الصوتية 2D التي اتخذت في زوايا مختلفة لبناء صورة. وذلك من مخاطر محتملة من 3D الموجات فوق الصوتية، إن وجدت، سوف يتوقف على مدة الدورة بالموجات فوق الصوتية بدلا من ما إذا كان من 2D أو 3D.
من مخاطر الأشعة فوق الصوتية، من الناحية النظرية، سوف يتوقف على العوامل التالية:
مدة التعرض للموجات فوق الصوتية
شدة موجات فوق الصوتية
تواتر دورات الموجات فوق الصوتية
زمن الأغنية
على الرغم من عدم وجود معيار تعيين رسميا، هناك توافق في الآراء بين أوب / أطباء التوليد ومراكز 3D دورات الموجات فوق الصوتية الموجات فوق الصوتية التي ينبغي أن تقتصر على مدة 30 دقيقة في المرة الواحدة.
كثافة
كثافة الموجات فوق الصوتية هي آلية وضعت في آلة لإدارة الاغذية والعقاقير لا تتجاوز المعايير. أجهزة الموجات فوق الصوتية هي التي شيدت لاما اغلاق أو إعطاء تحذيرا ملحوظ إذا كان أي من المدمج في الحواجز تفشل للحد من موجات فوق الصوتية إلى ما دون مستوى إدارة الاغذية والعقاقير. عموما، وهي كثافة أعلى من الموجات فوق الصوتية التي تستخدم للكشف عن الجنين ضربات القلب، وحيث أن هذه الموجات هي موجهة أيضا، وركز على جهاز واحد في الجنين، فإنه عادة ينصح بأن استخدام الآلة بالموجات فوق الصوتية للكشف عن ولعب الطفل نبضات ينبغي القيام به بعد 12 أسبوعا من الحمل، على الرغم من أنه قد يكون جسديا اكتشافها في وقت مبكر 9 أسابيع من الحمل.
التردد:
تواتر دورات الموجات فوق الصوتية ويمكن أيضا أن تشكل خطرا نظريا. ومن المسلم به عموما بالإحباط لأداء الموجات فوق الصوتية 3D الانتخابية بشكل متكرر أكثر من مرة في الشهر. ومن المهم أن نلاحظ أن النساء اللاتي خضعن للالتخصيب في المختبر أو الذين لديهم تشوهات الجنين ممكنا الخضوع الموجات فوق الصوتية 2D الأسبوعية. النساء الحوامل في بعض البلدان الأوروبية الخضوع الموجات فوق الصوتية 2D الشهرية الروتينية والرعاية قبل الولادة.
الآثار الجسدية
لا للأم ولا الجنين يمكن أن يسمع أو يشعر الموجات فوق الصوتية التي ينتجها الجهاز بالموجات فوق الصوتية. فمن المعروف أن الموجات فوق الصوتية هو شكل من أشكال الطاقة، مثل كل الموجات الصوتية، ويمكن أن تنتج كمية ضئيلة من الحرارة عندما ركزت في بقعة واحدة على مدى ساعات إلى أيام. الموجات فوق الصوتية العلاجية لضبط الموجات فوق الصوتية مع مختلف الكثافات العالية وتهدف إلى إنشاء هذا الدفء الطفيف أو الاهتزاز.
الآثار الطبية
لم يكن هناك أي خلل عقلي أو المرتبطة بها يضر الطبية للأم أو الجنين تعزى مباشرة إلى 2D 3D أو الموجات فوق الصوتية على مدار أكثر من 30 عاما من تاريخ استخدام الموجات فوق الصوتية الطبية. هناك ما هو أكثر من تقرير واحد من حدوث زيادة طفيفة في ترك الطغيان في أمهات الأولاد الذين تلقوا 3D الموجات فوق الصوتية.
ومن المخاطر الأخرى
الضرر الأخرى غير المقصودة التي تسببها 3D الموجات فوق الصوتية يمكن أن تشمل الحقائق من ايجابيات كاذبة، والتي يمكن أن تكون مصدرا هاما للاستغاثة للأم.
الخراجات العثور على الجنين التي كانت غير ضارة وربما لم يتم العثور على خلاف ذلك قد يتم الكشف عن 3D بالموجات فوق الصوتية، وتؤدي إلى مزيد من الامتحانات أكثر الغازية وكذلك يسبب قلقا لا داعي له على الأم. التحف يمكن مشاهدتها على 3D بالموجات فوق الصوتية، وخاصة من قبل أولئك الأقل خبرة، مثل الازدواجية من أجزاء الجسم، والثقوب والشقوق، والمفقودين من أجزاء الجسم. عادة، هذه القطع تذهب بعيدا عن طريق نقل مجس قليلا، ولكن عندما يؤديها وهو تقني في مجال الخبرة، قد تنتج قلقا لا داعي له على الأم.
رؤية الجنين في وقت مبكر جدا، في ظل 17 أسبوعا، قد يسبب بعض الضرر للأم لأنها في الواقع قد نقصان الترابط وإعطاء شعور للأم بأن الطفل هو أجنبي أو «ليست حقا طفلة بعد.» ومن المسلم به عموما نصحت لأداء 3D الموجات فوق الصوتية في أو بعد 17 أسبوعا من الحمل لهذا السبب (Kurjak وآخرون، كيف هو مفيد 3D والموجات فوق الصوتية في الطب 4D قبل الولادة؟ J. طب ما حول الولادة، 2007).
أضرار عرضية أخرى إلى الموجات فوق الصوتية 3D الاختيارية تشمل يقع أو آلام الظهر عند الحصول على وقبالة السرير لا يساعد على النساء الحوامل في المراكز 3D بالموجات فوق الصوتية؛ التلاعب العدوانية للبطن بواسطة فني الخبرة بالموجات فوق الصوتية؛ بتشجيع من الأم الحامل للشرب تحتوي على مادة الكافيين المشروبات لحفز الطفل «لإطلاق النار الصورة جيدة». كافيين، حتى بكميات صغيرة، قد تورطت مع بعض الجدل لينتج عنها ضرر ممكن على الجنين. [عدل]
الاستعاضة عن الرعاية قبل الولادة
حتى الآن، أكبر خطر محتمل على المرأة الحامل في الحصول على الموجات فوق الصوتية 3D هو شعور زائف الطمأنينة. النساء الحوامل في الولايات المتحدة الذين لا يستطيعون تحمل تكاليف الرعاية الصحية وليس لديهم تأمين صحي قد ترى دفع اختيارية 3D بالموجات فوق الصوتية، والتي قد تكلف نحو 100 دولار—200 دولار، كبديل أرخص لرفع الأسعار بصورة مصطنعة من الرعاية قبل الولادة من عيادة أو مستشفى، حيث عمل المختبر وحدها قد تتجاوز 1000 دولار. النساء الذين يحصلون على الموجات فوق الصوتية قد يكون كذبا 3D نطمئن إلى أن «كل شيء على ما يرام»، أن يوقف والرعاية قبل الولادة أو أخذ فيتامينات ما قبل الولادة. [12] قد يكون هذا الخطر المحتمل يمكن تفاديها، على الأقل جزئيا، من خلال تعليمات المتكررة بأن الموجات فوق الصوتية 3D لا تتم من الرعاية قبل الولادة الروتينية. العديد من مراكز الأشعة فوق الصوتية 3D يتطلب توقيعات على بيانات لفهم هذه الحقيقة، أو قد تتطلب دليلا على رعاية ما قبل الولادة. 3D بعض مراكز بالموجات فوق الصوتية أذهب إلى أبعد من اشتراط وجود ملاحظة أو وصفة طبية من طبيب لإجراء الموجات فوق الصوتية 3D. [13]
الحد من المخاطر 3D الموجات فوق الصوتية
التالية يمكن أن تساعد في الحد من مخاطر الأشعة فوق الصوتية 3D الاختيارية:
يكون مدير طبي مؤهل ل3D مراكز الموجات فوق الصوتية.
تشترط بعض الدول أن كل مركز 3D بالموجات فوق الصوتية يجب أن يكون المدير الطبي
لا توظف الا ARDMS فني معتمد بالموجات فوق الصوتية
بعض المراكز لا توظف الموجات فوق الصوتية الفنيين الموجات فوق الصوتية وحاليا، لا يوجد أي قانون أن ولايات 3D الموجات فوق الصوتية التي يجب أن تؤديها الفنيين بالموجات فوق الصوتية مصدقة
توفير التدريب الكافي لفنيي الأشعة فوق الصوتية
وقد باتصالات كافية مع أب / جن 'ق من العملاء، ولقد وضع السياسات في ما يخص الاكتشافات العرضي للشذوذ
سلامة عمليات التفتيش على العيادة
عمليات تفتيش منتظمة وصيانة الجهاز بالموجات فوق الصوتية
دورات الموجات فوق الصوتية للحد من الماضي لا تزيد عن 30 دقيقة
دورات الموجات فوق الصوتية للحد من أي أكثر من مرة في الشهر
تشترط تقديم دليل على الرعاية السابقة للولادة قبل الدورة 3D بالموجات فوق الصوتية
توقيت 3D بالموجات فوق الصوتية
الشيكات بين الجنسين
على الرغم من الكتب الطبية دولة أن جنس الجنين يمكن أن ينظر إليه على الموجات فوق الصوتية في أقرب وقت 12 أسابيع، من الناحية العملية، فإن معظم المرافق الطبية والمستشفيات، لا محاولة لتحديد جنس الجنين حتى الأسبوع 20 - أوب / زيارة جن. 3D/4D مراكز بالموجات فوق الصوتية على سد الفجوة وتحقيق سوق متخصصة للنساء الحوامل الذين لا يستطيعون الانتظار لمعرفة جنس الجنين، والنساء اللواتي لم معرفة جنس المولود في زيارتهم الطبية والتأمين لا تدفع لمزيد من أي الموجات فوق الصوتية، والنساء الذين يريدون ببساطة التأكد من جنس الجنين.
بعض المراكز محاولة بالموجات فوق الصوتية لتحديد جنس الجنين اعتبارا من 15 أسبوعا، والإعلان على هذا النحو. الزبون هو مطلوب لدفع في أول زيارة يقوم بها، ولكن في معظم الوقت، لأنه على العملاء عند عودة الطفل هو أكثر نضجا. في 15 أسبوعا، ونسبة النجاح لكونه قادرا على رؤية الجنسين هو حوالي 50 ٪ في أحسن الأحوال، ودقة في هذا العمر الحملي أمر مشكوك فيه.
في 17 أسبوعا، والقدرة على العثور على نوع الجنس ودقة يرتفع إلى أكثر من 90 ٪. معظم المراكز استخدام الموجات فوق الصوتية على 17 أسابيع، كما قطع لتحديد نوع الجنس. تحديد الجنس هي الأكثر دقة في 20 أسبوعا وخارجها، وذلك بنسبة 95 ٪، كما ورد في الأدبيات الطبية على أساس أب / جن الزيارات عموما المبرمة في 20 أسبوعا.
التصور للطفل
3D الموجات فوق الصوتية هي الأفضل القيام به في 20-32 أسابيع، والوضع المثالي بين 24 و 30 أسبوعا. بعض مراكز تقديم المشورة للعملاء تأتي في الفترة بين 28 و 32 أسبوعا من الحمل أو ما بعد ذلك من أجل الحصول على الصور المقربة.
بعد 32 أسبوعا من الحمل، فإن هناك مخاطر متزايدة من أن الطفل قد انخرطت بالفعل (ينحدر إلى الحوض) وفي ذلك الوقت، والحصول على 3D صور للطفل أمرا شبه مستحيل.
الطرق (Methods)
خلافا للزيارة الطبية بالموجات فوق الصوتية، والعملاء من مراكز 3D الموجات فوق الصوتية لا ينصح بأن يكفوا عن البول أو المثانة الكامل لها من قبل 3D apppointment الموجات فوق الصوتية.
من أجل الحصول على صور جيدة، ومراكز تقديم المشورة للعملاء بالموجات فوق الصوتية على شرب كميات كافية من المياه (32 أوقية / يوم) لأسابيع واحد إلى يومين قبل تعيينهم. هذا هو من أجل ضمان وجود كمية كافية من السائل الأمنيوسي حول الجنين وأن السائل هو واضح. شرب كميات كبيرة من المياه مباشرة قبل 3D تعيين الموجات فوق الصوتية لا يساعد على أن يكون أكثر وضوحا صور الموجات فوق الصوتية 3D.
التطورات المستقبلية
3D الموجات فوق الصوتية قد تصبح قريبا جزءا من الرعاية الروتينية. في الواقع، العديد من المستشفيات والعيادات تقدم بالفعل 3D الموجات فوق الصوتية للحوامل من باب المجاملة.
3D الموجات فوق الصوتية في وقت قريب قد يكون مشمولا هيئة الرقابة المالية (الحسابات الإنفاق مرنة) وأخيرا قد تكون مقبولة من جانب بعض شركات التأمين، والدراسات الطبية تبدأ تظهر فوائد الموجات فوق الصوتية 3D بالانتخاب.
القوانين هي الدولة النامية تحتاج إلى الرقابة والقيود المفروضة على مراكز 3D بالموجات فوق الصوتية، بما في ذلك اشتراط وجود مدير الطبية، والتي تتطلب التحقق من الرعاية قبل الولادة، و/ أو التي تتطلب فنيين مصدقة بالموجات فوق الصوتية.
3D الموجات فوق الصوتية، تستخدم حاليا للكشف عن الجنين من التشوهات في القلب. 3D الموجات فوق الصوتية يمكن أن تستخدم في المستقبل القريب للاختبار الفعلي العصبية والسلوكية للجنين للمساعدة في تشخيص أو استبعاد الشلل الدماغي.
4D ببساطة تنطوي على الموجات فوق الصوتية في الوقت الحقيقي والبعد الرابع. 5d آلات الموجات فوق الصوتية هي حاليا في مرحلة التطوير. في 5D بالموجات فوق الصوتية، وكثافة الأنسجة هو البعد 5th، و5D الموجات فوق الصوتية يمكن أن تقدم صورة أكثر وضوحا وأكثر دقة الصور، والتفاصيل الدقيقة.
وجهات نظر متعارضة
في عام 1999، أصدر المعهد الأمريكي للالموجات فوق الصوتية في الطب (AIUM) البيان التالي:
وAIUM بقوة على الامتناع عن الاستخدام غير الطبي للموجات فوق الصوتية لأغراض الترفيه أو النفسي. استخدام إما ثنائي الأبعاد (2D) أو ثلاثية الأبعاد (3D) الموجات فوق الصوتية لعرض فقط الجنين، والحصول على صورة من الجنين، أو تحديد جنس الجنين دون إشارة طبية غير مناسبة، وخلافا للممارسة الطبية المسؤولة.
في شباط / فبراير 2004، ومنظمة الأغذية والدواء الأميركية (الهيئة) واصدر البيان الآتي:
الأشخاص الذين يروجون أو بيع أو تأجير المعدات فوق الصوتية لجعل «تذكار» أشرطة الفيديو الجنين يجب أن يعلم أن إدارة الاغذية والعقاقير وجهات النظر هذه بوصفها باستخدامه من الجهاز الطبي. بالإضافة إلى ذلك، أولئك الأفراد الذين موضوع التعرض للموجات فوق الصوتية باستخدام جهاز التشخيص بالموجات فوق الصوتية (وصفة طبية الجهاز) من دون طبيب أمر قد يكون انتهاكا للدولة أو القوانين أو اللوائح المحلية فيما يتعلق باستخدام وصفة طبية من الجهاز الطبي.
الإقليمية التخدير
في الوقت الحقيقي ثلاثة الأبعاد بالموجات فوق الصوتية يستخدم خلال إجراءات الحصار الأعصاب الطرفية لتحديد تشريح ذات الصلة، ورصد انتشار مخدر موضعي حول العصب. الحصار الأعصاب الطرفية منع انتقال إشارات الألم من موقع الإصابة إلى الدماغ من دون مخدر، مما يجعلها مفيدة بشكل خاص للمرضى الخارجيين إجراءات العظام. في الوقت الحقيقي 3D بالموجات فوق الصوتية يسمح العضلات والأعصاب والأوعية إلى أن تحدد بوضوح حين إبرة أو القسطرة متقدمة تحت الجلد. 3D بالموجات فوق الصوتية قادرة على عرض إبرة بغض النظر عن الطائرة من الصور، والذي يشكل تحسنا كبيرا خلال 2D الموجات فوق الصوتية. بالإضافة إلى ذلك، يمكن للصورة أن تكون بالتناوب أو اقتصاص في الوقت الحقيقي لتكشف عن هياكل تشريحية ضمن حجم الأنسجة. أطباء في مستشفى مايو كلينيك في جاكسونفيل وقد تم تطوير تقنيات 3D الوقت الحقيقي باستخدام الموجات فوق الصوتية لتوجيه كتل الأعصاب الطرفية للالكتف والركبة، وعملية جراحية في الكاحل. [14] [15]
المراجع
[16]
قراءات أخرى
المادة : 3D و 4D الفحص بالموجات فوق الصوتية
المادة : 4D : ماذا يقول في الأدب الطبي
التاريخ من الأشعة الفوق السمعية (بما في ذلك الموجات فوق الصوتية 3D)
روابط خارجية
الوقفية للتنمية البشرية يوفر الموجات فوق الصوتية 4D العديدة التي يمكن مشاهدتها عبر الإنترنت.
بفحص كشف أسرار رحم بي بي سي نيوز
عن اكتشاف التصوير بالأمواج فوق الصوتية الطبية
RadiologyTube—3D و 4D كليب الموجات فوق الصوتية
تاريخ التصوير فوق الصوتي الطبية (الموجات فوق الصوتية)
سلامة القلق تفاصيل عن عدد من المخاوف الصحية على هذه الممارسة غير المنظم
[17]
[18]
الموجات فوق الصوتية
اختبارات الحمل
علم الأحياء التنموي
علم الأجنة
الموجات فوق الصوتية المستخدمة في الطب
[19]
والموجات فوق الصوتية 3D من جنين عمره 20 أسبوعا